# Cerkiew Podwyższenia Krzyża Świętego w Górowie Iławeckim
Cerkiew Podwyższenia Krzyża Świętego w Górowie Iławeckim – cerkiew greckokatolicka zlokalizowana w południowo-zachodniej części starego miasta w Górowie Iławeckim (województwo warmińsko-mazurskie).

## Historia i architektura

### Świątynia katolicka i protestancka
Świątynia wzmiankowana w dokumentach już w 1367, a wybudowana między latami 1335 i 1367. W czasach reformacji została przejęta przez protestantów. Po pożarze odbudowana w 1655. Na początku XIX w. budynek kościoła popadł w ruinę i ponownie odbudowany w 1866.
Jest to jednonawowa budowla gotycka, zbudowana z cegły i kamienia polnego (podmurówka), wschodni szczyt posiada układ małych blend i laskowań, które powstały w latach 1335–1367. W fasadzie wielkie okno między bielonymi blendami. Okna są wąskie i ostrołukowe. Obok świątyni znajduje się smukła wieża z XV wieku o surowych blendach i dachu ostrosłupowym. Dawniej znajdował się ołtarz główny, pochodzący z drugiej połowy XVII w., wykonany w warsztacie Jana Pfeffera, z rzeźbami i obrazami, przedstawiającymi Ostatnią Wieczerzę, Pasję, Złożenie do Grobu, czterech ewangelistów, św. Jana i Mojżesza oraz Chrystusa triumfującego. Ambona pochodziła z 1664, malowana i rzeźbiona, również wykonana w warsztacie Jana Pfeffera. Rzeźbiony prospekt organowy pochodził z 1701 i był wykonany przez Jana Chrystiana Dobla oraz jego uczniów. W 1911 przebudowano wieżę. W 1945, w trakcie działań wojennych, uszkodzeniu uległa wieża i dach. W 1961 odprawiono w świątyni ostatnie nabożeństwo ewangelickie, a w latach późniejszych wyposażenie uległo dewastacji.

### Świątynia greckokatolicka
9 grudnia 1981 naczelnik miasta przekazał obiekt lokalnej wspólnocie greckokatolickiej (wyznawcy tego rytu przybyli tu z południowo-wschodniej Polski w 1947 w ramach operacji Wisła i reprezentowali głównie okolice Przemyśla, Jarosławia, Sanoka i Lubaczowa). 6 czerwca 1982 nastąpiło jej poświęcenie, nadanie nowego wezwania i odprawienie pierwszego nabożeństwa greckokatolickiego. W latach 2002–2007 nastąpił remont dachu, a w 2011 wieży i pokrycia dachowego. W 2003 zakupiono dawną plebanię ewangelicką, miejsce noclegu Napoleona Bonapartego w dniach 17–18 lutego 1807. W 2013 został zbudowany ołtarz boczny z kopią ikony Myłoserdia Dweri (Brama Miłosierdzia).

## Wnętrze i polichromie
Wewnątrz znajduje się ikonostas i polichromie wykonane przez Jerzego Nowosielskiego w latach 1983–1984 oraz barokowa polichromia nieznanego artysty z lat 1660–1665 na stropie wykonanym po pożarze z początku XVII wieku, kiedy to zawaliło się ceglane sklepienie. Jest to największe tego typu malowidło na terenach Warmii i Mazur – ma 443,5 m², a jego dopełnieniem jest malowidło na kolebkowym sklepieniu nad emporą o powierzchni 34,76 m². Dzieła te inspirowało barokowe malarstwo niderlandzkie. Przedstawienia są umieszczone pasowo, zarówno w pionie, jak i poziomie ikonograficznym. Na początku XVIII wieku malowidło uzupełniono o dwa herby szlacheckie rodów von Schwerin i von Heyden, które się połączyły dzięki koligacjom. Symetrycznie do herbów umieszczono nimb z glorią trzymaną przez anioły zawierający inskrypcję z aramejskim imieniem Boga (Jahwe). Polichromie poddano renowacji w latach 2002–2007 pod kierunkiem Aleksandra Nowakowskiego. 
Ikonostas Nowosielskiego umieszczony w prezbiterium jest największym dziełem artysty na Warmii i Mazurach. Łączy w sobie ducha Wschodu i Zachodu, idealnie wpisując się swoim programem artystycznym w gotyckie wnętrze kościoła. Osadzony na niewysokiej podmurówce wykonany jest z drewna. Dzieli się na siedem osi i ma trzy rzędy przedstawień różnych świętych, apostołów i proroków. Osie oddzielają półokrągłe, czarne słupki, a wieńczą tonda z aniołami i centralnie położony krzyż. Poszczególne wizerunki malowane są farbami akrylowymi na deskach oklejonych płótnem. Ikonostas górowiecki odbiega dość znacznie od tradycyjnych dzieł tego rodzaju, będąc realizacją skromną i oszczędną w formach (m.in. ma trzy, zamiast tradycyjnych pięciu rzędów przedstawień). Jego szerokość to 1250 cm, a wysokość to 313 cm. Krzyż jest wysoki na 360 cm, a szeroki na 230 cm. 
Oprócz ikonostasu Nowosielski wykonał dla cerkwi polichromie namalowane na ścianach, balustradzie chóru oraz w północnej kruchcie. Przedstawienia te tworzą dopełnienie ikonostasu w postaci kręgu świętych i postaci z Biblii. Artysta świadomie dostosował tę część dzieła do salowego wnętrza z barokowym, poewangelickim stropem. Poszczególne osoby wymalowane są w ujęciu frontalnym, na prostokątnych polach, w zróżnicowanych liczebnie grupach. Bezpośrednio na cegle w prezbiterium wykonany został wizerunek Acheiropoietos, jak również św. Piotra, a nad chórem wysoki na cztery metry obraz Matki Bożej Orantki. Przy wejściu po stronie północnej artysta umieścił tylko częściowo czytelną inskrypcję wotywną na ciemnoniebieskim prostokącie: Cerkiew ta została pomalowana za pontyfikatu Jana Pawła II (dalej nieczytelne). 

## Odwiedzający
Świątynię odwiedzali m.in.:
- Jozafat Romanyk (1982, poświęcenie kościoła),
- bp Julian Gbur (proboszcz od 1982),
- abp Myrosław Marusyn (1984, wizytacja),
- kard. Józef Glemp (1989, nawiedzenie),
- bp Swiatosław Szewczuk i abp Celestino Migliore (2013, z okazji 1025-lecia chrztu Ukrainy),
- bp Eugeniusz Popowicz (2017, poświęcenie bramy wotywnej z okazji rocznicy akcji Wisła i 60-lecia parafii)[7].

## Galeria

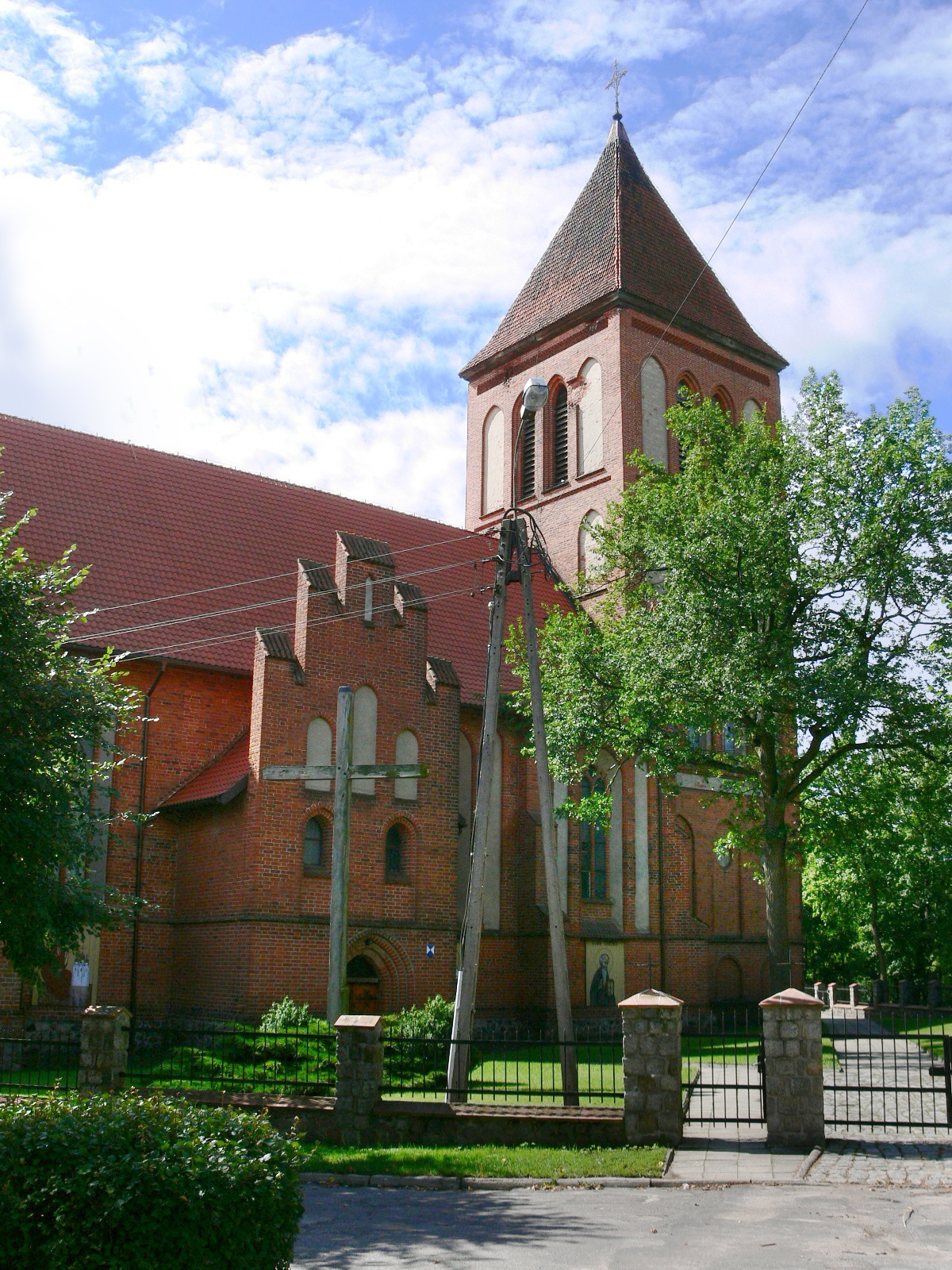
Cerkiew z zewnątrz
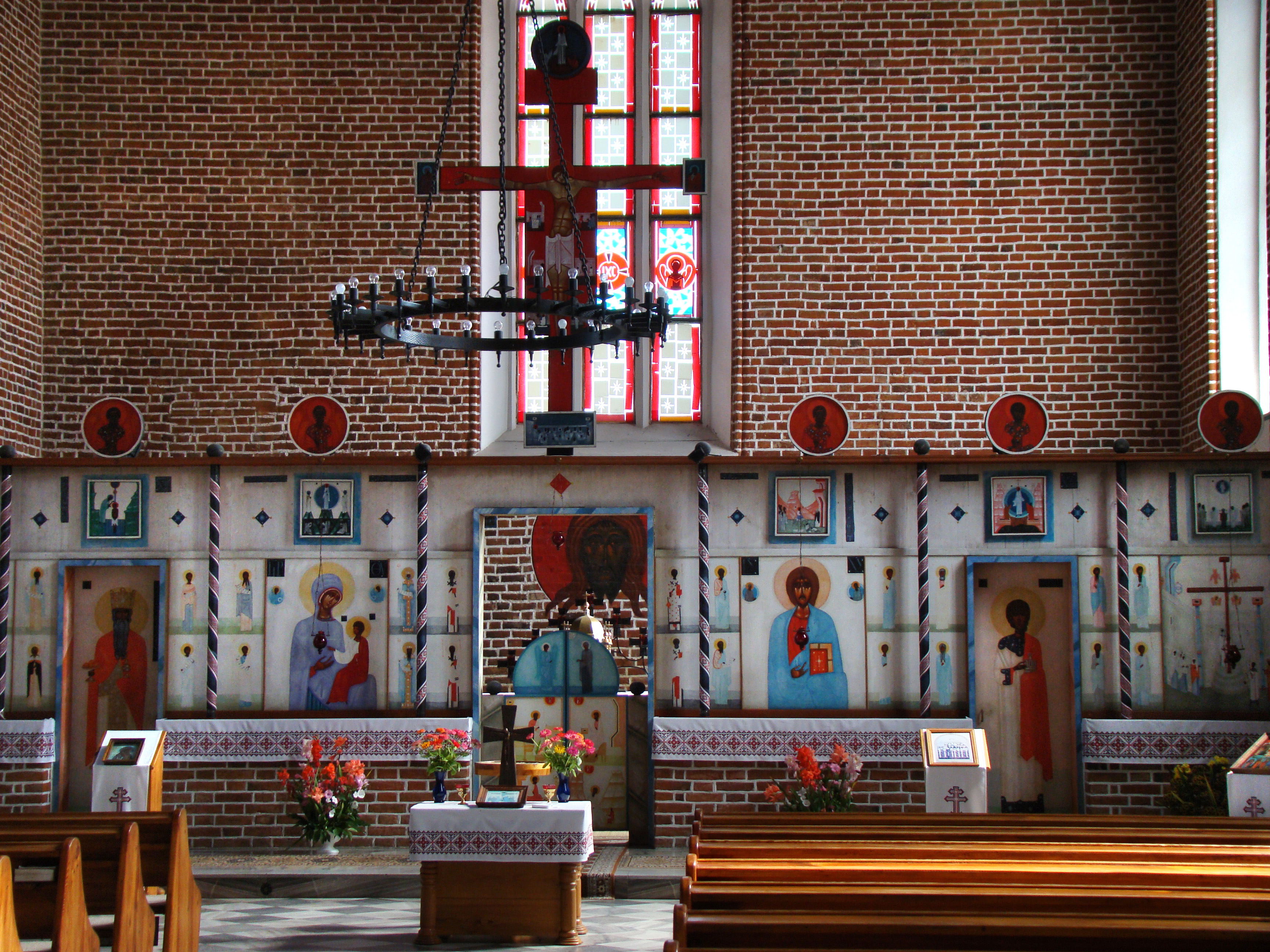
Ikonostas w cerkwi
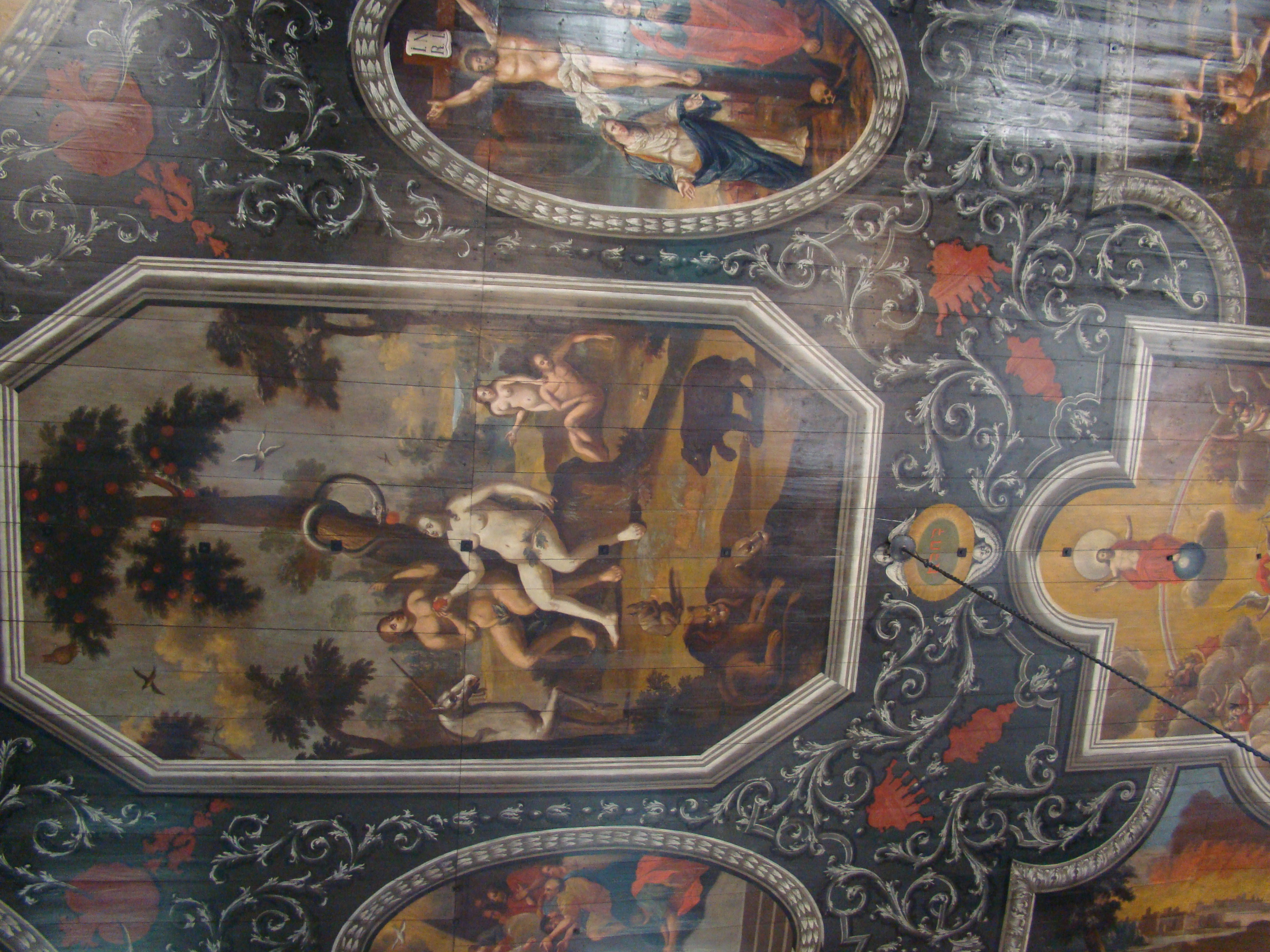
Strop w cerkwi
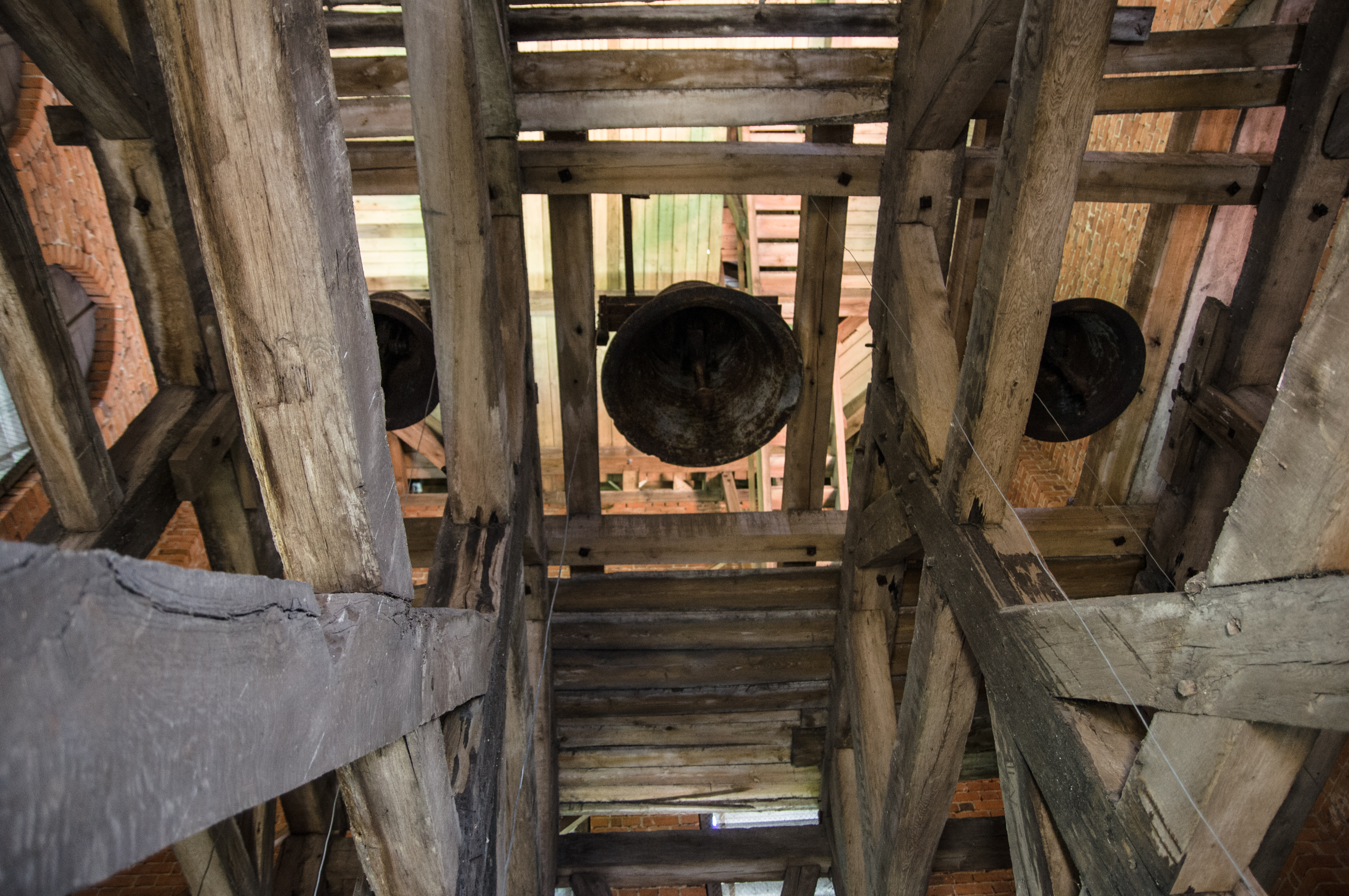
Dzwonnica w cerkwi
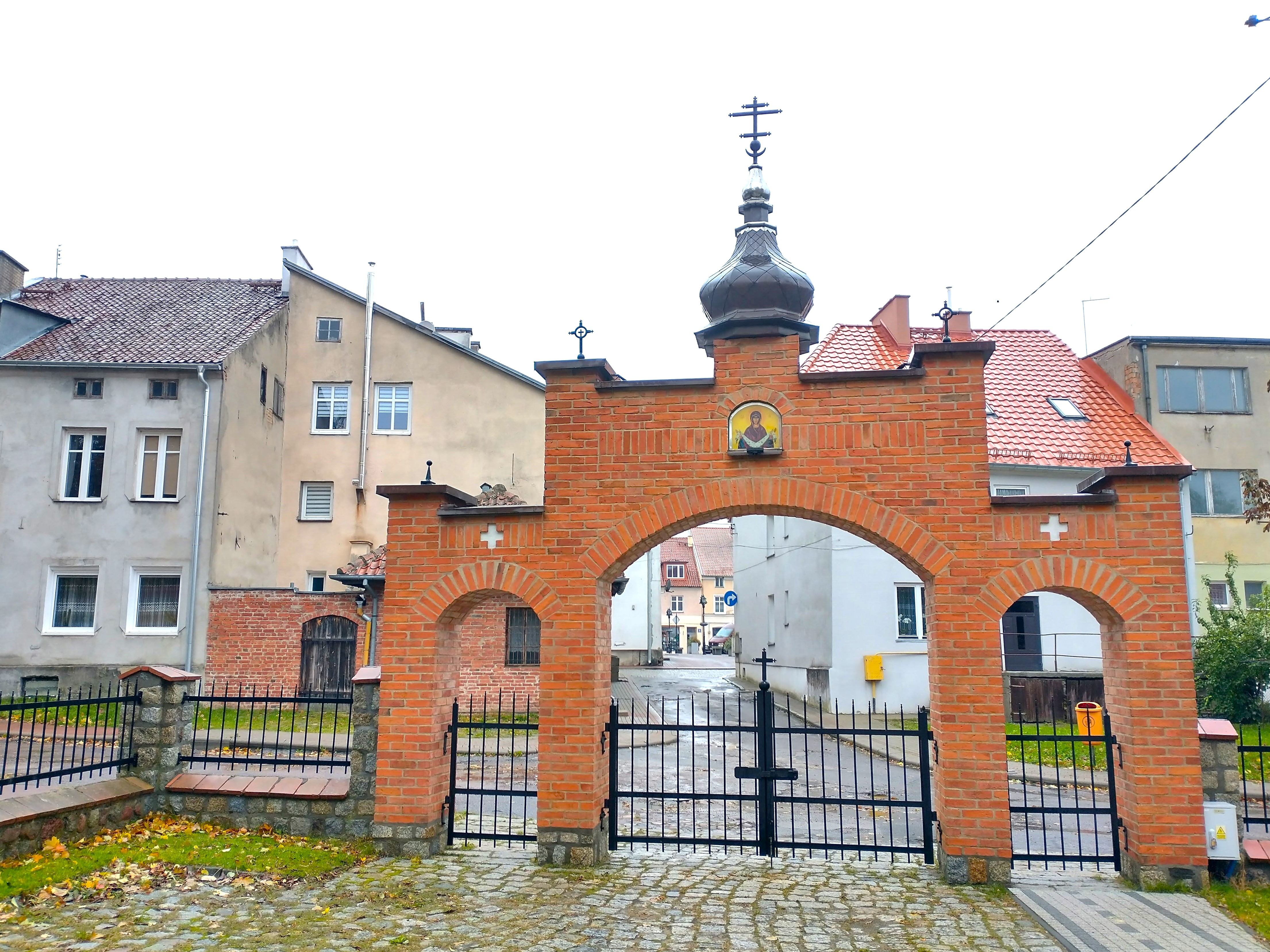
Brama wejściowa